# لورنا فيتزجيرالد
لورنا فيتزجيرالد (بالإنجليزية: Lorna Fitzgerald)‏ هي ممثلة بريطانية، ولدت في 8 مارس 1996 في نورثامبتون في المملكة المتحدة.

## وصلات خارجية
- لورنا فيتزجيرالد على موقع IMDb (الإنجليزية)
- لورنا فيتزجيرالد على موقع قاعدة بيانات الفيلم (الإنجليزية)